# Calyptronectria
Calyptronectria is een geslacht van schimmels behorend tot de familie Melanommataceae. De typesoort is Calyptronectria platensis.

## Soorten
Volgens Index Fungorum telt het geslacht drie soorten (peildatum oktober 2023):
| Soortnaam                     | Auteur(s) | Publicatiejaar |
| ----------------------------- | --------- | -------------- |
| Calyptronectria argentinensis | Speg.     | 1909           |
| Calyptronectria indica        | Dhaware   | 1980           |
| Calyptronectria platensis     | Speg.     | 1909           |